# Əfqan Xaşalov
Əfqan Xaşalov –también escrito como Afgan Khashalov– (7 de junio de 1997) es un deportista azerbaiyano que compite en lucha libre. Ganó una medalla de bronce en el Campeonato Europeo de Lucha de 2021, en la categoría de 57 kg.

## Palmarés internacional
| Campeonato Europeo | Campeonato Europeo | Campeonato Europeo | Campeonato Europeo |
| Año                | Lugar              | Medalla            | Categoría          |
| ------------------ | ------------------ | ------------------ | ------------------ |
| 2021               | Varsovia (Polonia) | Medalla de bronce  | 57 kg              |